# Dominio de internet

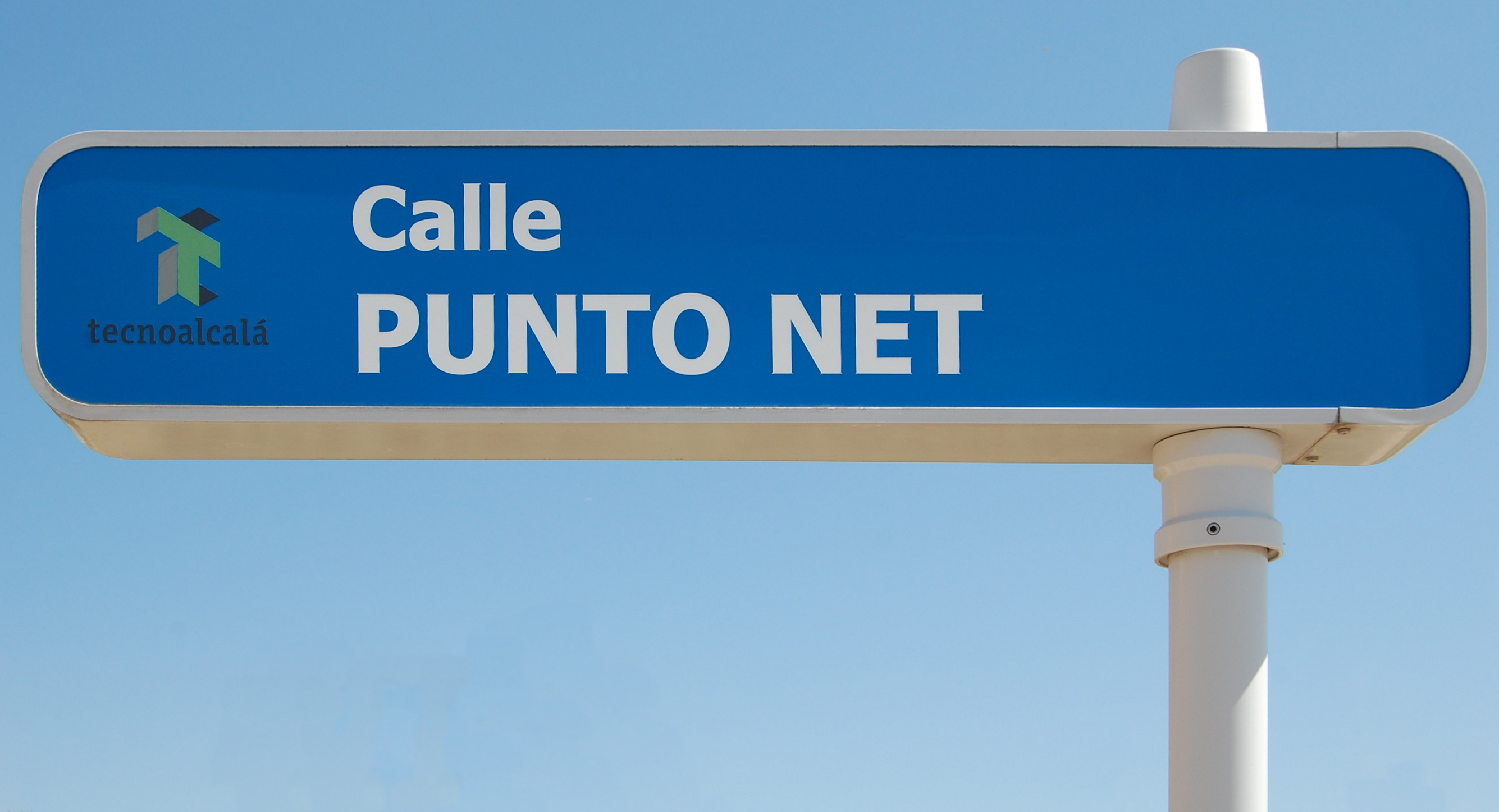
Calle dedicada al dominio «Punto Net», en el parque científico tecnológico de la Universidad de Alcalá

Un dominio de internet es un nombre único que identifica a una subárea de Internet.
- El propósito principal de los nombres de dominio en Internet y del sistema[2] de nombres de dominio (DNS), es traducir las direcciones IP de cada activo en la red, a términos memorizables y fáciles de encontrar. Esta abstracción hace posible que cualquier servicio (de red) pueda moverse de un lugar geográfico a otro en Internet, aun cuando el cambio implique que tendrá una dirección IP diferente.[1]

Sin la ayuda del sistema de nombres de dominio, los usuarios de Internet tendrían que acceder a cada servicio web utilizando la dirección IP del nodo (por ejemplo, sería necesario utilizar http://142.250.184.4/ en vez de http://google.com). Además, reduciría el número de webs posibles, ya que actualmente es habitual que una misma dirección IP sea compartida por varios dominios.

## URL frente a nombre de dominio
El siguiente ejemplo ilustra la diferencia entre una URL (uniform resource locator o «localizador de recurso uniforme») y un nombre de dominio:
Omeno
- Nombre de dominio: es.wikipedia.org
- URL: https://www.wikipedia.org

## Dominios de nivel superior
Cuando se creó el Sistema de Nombres de Dominio en los años 1980, el espacio de nombres se dividió en dos grupos. El primero incluye los dominios territoriales, basados en los dos caracteres de identificación de cada territorio de acuerdo a las abreviaciones del ISO-3166 (ej. *.do, *.mx), denominados ccTLD (country code top level domain o «dominio de nivel superior geográfico»). El segundo grupo incluye dominios de nivel superior genéricos (gTLD), que representan una serie de nombres y multiorganizaciones. Inicialmente, estos dominios fueron: COM, NET, ORG, EDU, GOB y MIL, a los que posteriormente se unieron otros.
Los dominios basados en ccTLD son administrados por organizaciones sin fines de lucro en cada país, delegada por la IANA y o ICANN para la administración de los dominios territoriales.
El crecimiento de Internet ha implicado la creación de nuevos dominios gTLD. A mayo de 2012, existen 22 gTLD y 293 ccTLD.

### DominiosccTLDasignados
La lista de dominios de nivel superior pueden encontrarse en el anexo.

### Ejemplos de nombres de dominio de nivel superior
- .ac, para servicios de Isla Ascensión, pero usado también para personas con título profesional o académico, o que estén acreditados por un instituto u organización comercial o instituciones académicas.
- .ad, para servicios de  Andorra
- .ar, para servicios de  Argentina
- .am, para servicios de  Armenia
- .at, para servicios de  Austria
- .asia, la región de Asia.
- .au, para servicios de  Australia
- .be, para servicios de  Bélgica
- .biz previsto para ser usado en negocios.
- .bo, para servicios de  Bolivia
- .br, para servicios de  Brasil
- .bg, para servicios de  Bulgaria
- .ca, para servicios de  Canadá
- .cat, para páginas relacionadas con la cultura e idioma catalán.
- .cc, para servicios Islas Cocos.
- .ch, para servicios de  Suiza
- .cl, para servicios de  Chile
- .co, para servicios de  Colombia
- .cn, .中國 (en chino tradicional) y .中国 (en chino simplificado) para servicios de  República Popular de China
- .com, son los dominios más extendidos en el mundo. Sirven para cualquier tipo de página web, temática.
- .cr, para servicios de  Costa Rica
- .cu, para servicios de Cuba
- .cz, para servicios de  República Checa
- .de, para servicios de Alemania
- .dk, para servicios de Dinamarca
- .do, para servicios de  República Dominicana
- .ec, para servicios de Ecuador
- .edu, para servicios de Educación
- .eg y .مصر (en árabe), para servicios de  Egipto
- .es, para servicios de  España
- .eu, para países de Unión Europea
- .eus, para páginas relacionadas con la cultura e idioma euskaldun.
- .fi, para servicios de Finlandia
- .fm, para páginas de  Micronesia, pero usado también para estaciones de radio de frecuencia modulada.
- .fr, para servicios de Francia
- .fo, para servicios de Islas Feroe
- .gal, para páginas relacionadas con la cultura y lengua gallega.
- .gov y .gob, para gobierno y entidades públicas.
- .gr y .ελ (en griego) para servicios de  Grecia
- .gt, para servicios de  Guatemala
- .hn, para servicios de  Honduras
- .hr, para servicios de  Croacia
- .info, para información.
- .int, para entidades internacionales, organizaciones como la  Organización de las Naciones Unidas.
- .il, para servicios de  Israel
- .ir y para servicios de  Irán
- .it, para servicios de  Italia
- .jobs, para departamentos de empleo y recursos humanos en empresas.
- .jp y .みんな (en japonés) , para servicios de  Japón
- .kp, para servicios de  Corea del Norte
- .kr y .닷컴 (en coreano) para servicios de  Corea del Sur
- .lat, la región de Latinoamérica
- .lt, para servicios de  Lituania
- .lu, para servicios de  Luxemburgo
- .ma, para servicios de  Marruecos
- .me, para servicios de Montenegro
- .mil, para el Departamento de Defensa de los Estados Unidos (único país con dominio de primer nivel para el ejército).
- .mobi, para empresas de telefonía móvil o servicios para móvil.
- .museum, para los museos.
- .mx, para servicios de  México
- .ni, para compañías y servicios de  Nicaragua
- .no, para compañías y servicios de  Noruega
- .name, para nombres de personas
- .net, para infraestructura de red
- .nl, para páginas de  Países Bajos
- .nz, para páginas de  Nueva Zelanda
- .onion, para sitios anónimos
- .org, para organizaciones
- .pa, para páginas de  Panamá
- .pe, para páginas de  Perú
- .pl, para páginas de  Polonia
- .pro, para profesionales con una titulación universitaria.
- .ps, para páginas de  Palestina
- .pt, para servicios de  Portugal
- .py, para servicios de  Paraguay
- .ro, para servicios de  Rumania
- .rs y .срб (en serbio), para servicios de  Serbia
- .ru y .рф, para servicios de  Rusia (.рф para nombres en cirílico)
- .sa para páginas de Arabia Saudita
- .se, para servicios de  Suecia
- .sg, para servicios de  Singapur
- .si, para servicios de  Eslovenia
- .sv, para servicios de  El Salvador
- .tel, para servicios de comunicación por internet.
- .tk, para páginas del país  Tokelau; sin embargo se usan también como dominio y servidor propio ( "autónomas" ). Actualmente pueden obtenerse de forma gratuita.
- .tw, .台灣 (en chino tradicional) y .台灣 (en chino simplificado), para servicios de  República de China
- .travel, para páginas de la industria de viajes y turismo.
- .tv, para páginas del país  Tuvalu, pero usado también para estaciones de televisión.
- .ua, para páginas de  Ucrania
- .uk, para páginas de  Reino Unido
- .uy, para servicios de  Uruguay
- .va, para servicios de  Ciudad del Vaticano
- .ve, para servicios de  Venezuela
- .web es un dominio de internet de nivel superior, no oficial, que lleva propuesto desde 1995.
- .ws para páginas de  Samoa
- .xxx, para Industria pornográfica.
- .za para páginas de  Sudáfrica

### Nombres de dominio internacionalizado
El juego de caracteres permitidos en el sistema de nombres de dominio se basa en ASCII y no permite la representación de nombres y palabras de muchos idiomas nativos en sus guiones o alfabetos. ICANN aprobó el nombre de dominio internacionalizado (IDNA), el cual asigna las cadenas Unicode utilizados en las interfaces de usuario en el conjunto de caracteres DNS válido por una codificación llamado Punycode. Por ejemplo, københavn.eu se asigna a xn - kbenhavn-54a.eu. Muchos registros han adoptado IDNA.

## Organizaciones relacionadas con los dominios de internet

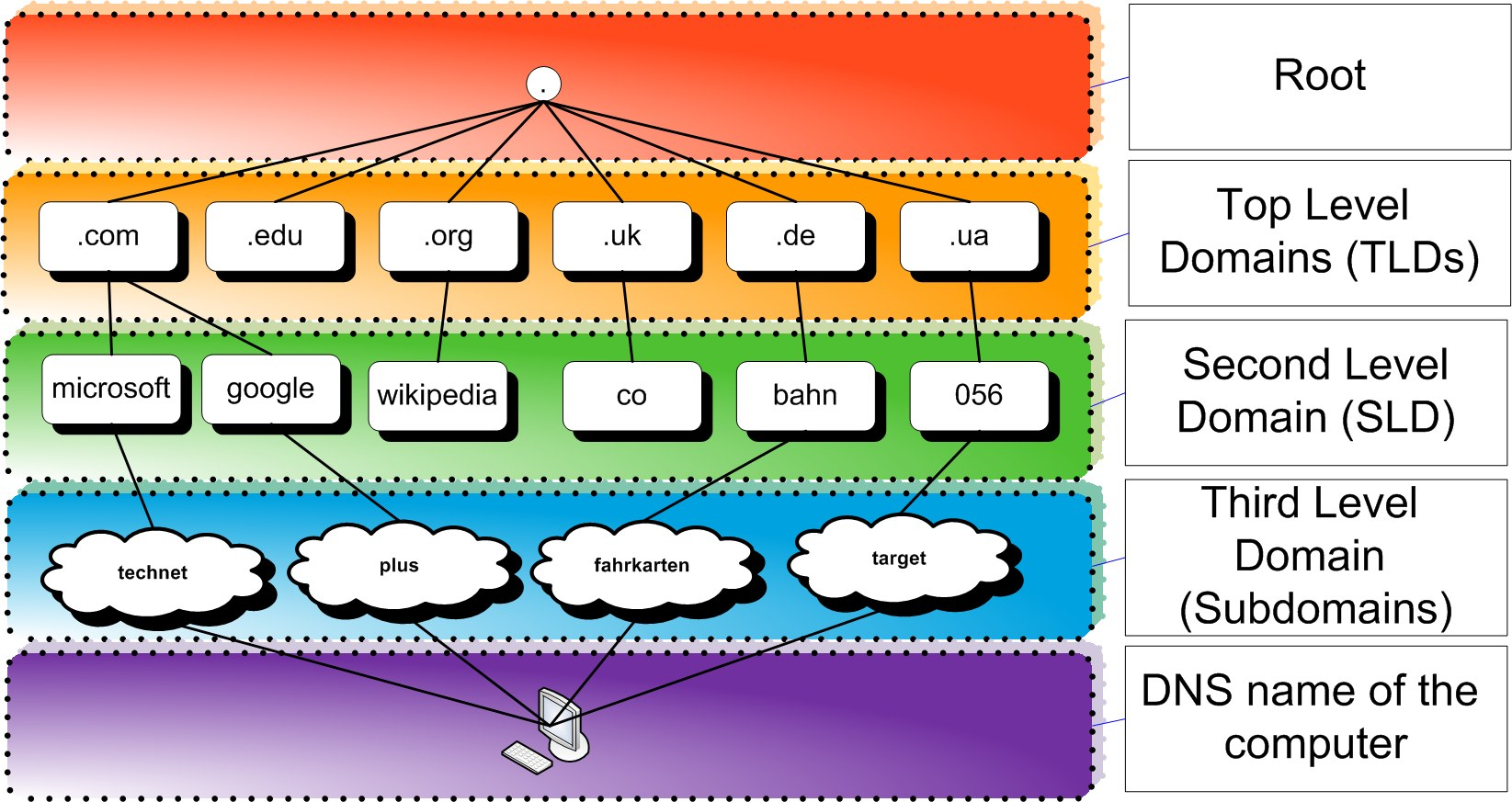
Estructura de DNS

### IANA
IANA es la Autoridad para la Asignación de Números de Internet (del inglés: Internet Assigned Numbers Authority), responsable de la coordinación global de los dominios Raíz de DNS y de los dominios .int y .arpa, del direccionamiento IP y otros recursos del protocolo de Internet.

### ICANN y la asignación oficial
La Corporación de Internet para la Asignación de nombres y números de Dominios (del inglés: Internet Corporation for Assigned Names and Numbers) es una organización sin fines de lucro que opera a nivel de asignar espacio de direcciones numéricas de protocolo de Internet (IP), identificadores de protocolo y de las administración del sistema de servidores raíz. Aunque en un principio estos servicios los desempeñaba Internet Assigned Numbers Authority (IANA) y otras entidades bajo contrato con el gobierno de EE. UU., actualmente son responsabilidad de ICANN.

### INTERNIC
InterNIC es un servicio y marca registrada del Ministerio de Comercio de los Estados Unidos y licenciado a IANA para la gestión de disputas públicas relacionadas con el registro de nombres de dominios.

### LACNIC
LACNIC es la organización para el Registro de Direcciones de Internet para América Latina y el Caribe. Su objetivo es la construcción y articulación de esfuerzos colaborativos para el desarrollo y estabilidad de Internet en América Latina y el Caribe. Si bien no tiene relación directa con los dominios, sí es la organización regional a cargo de los recursos de Internet como direcciones IP y ASNs.

### LACTLD
LACTLD es Asociación de Administradores de los ccTLDs de América Latina y el Caribe (Latin American and Caribbean Top Level Domains), con el objeto de coordinar políticas en conjunto, así como estrategias de desarrollo de los nombres de dominio a nivel regional; representar los intereses conjuntos de sus miembros ante organismos pertinentes; promover el desarrollo de los ccTLDs de la región; fomentar la cooperación y el intercambio de experiencia entre sus miembros, en todos los aspectos necesarios para el adecuado funcionamiento de los ccTLDs y establecer lazos de colaboración con las organizaciones análogas de otras regiones del mundo.
Existen también otras 3 organizaciones regionales (ROs / Regional Organizations) análogas en otras regiones del mundo: CENTR (Europa), AFTLD (África) y APTLD (Asia y Pacífico).